# Kamikaze (Fernsehsendung)
Kamikaze war eine Fernsehsendung, die von 1998 bis 2001 auf VIVA Zwei lief, von Niels Ruf moderiert und von dessen Firma Weltruf produziert wurde.

## Inhalt
Für gewöhnlich war ein prominenter Gast geladen, der von Ruf befragt wurde. Bekannt wurde die Sendung insbesondere durch die provozierenden Äußerungen des Gastgebers, die ihm die Bezeichnung „TV-Ferkel der Nation“ sowie mehrere Anwerbungsversuche des Konkurrenzsenders MTV einbrachten. Die Sendung wurde 2001 eingestellt, nachdem Ruf sich verächtlich gegenüber einer an Hautkrebs erkrankten Kollegin geäußert haben sollte. Dies war nach gerichtlicher Feststellung allerdings eine Falschbehauptung, bot aber einen Anlass, ihn bei VIVA ZWEI vor die Tür zu setzen.
Höhepunkte der Sendung wurden im Dezember 2001 unter dem Titel Pest of Kamikaze auf DVD veröffentlicht.